# Acido cerebronico
L'acido cerebronico, o frenosinico o 2-idrossi lignocerico, è un acido grasso saturo a catena molto lunga, con ventiquattro atomi di carbonio e un gruppo ossidrile in posizione 2. Può essere classificato come appartenente alla classe degli α-idrossi acidi. L'enantiomero R è normalmente presente nel sistema nervoso dei mammiferi. Nel cervello, l'acido cerebronico è derivato dall'acido lignocerico (tetracosanoico) e ulteriormente convertito nei ceramidi e cerebrosidi durante il processo di mielinizzazione della guaina nervosa. I cerebrosidi, lipoidi che non contengono fosforo ma azoto, contenenti acido lignocerico sono chiamati cherasina, mentre quelli che contengono acido cerebronico sono noti come frenosina.
Fu isolato per la prima volta dai lipidi cerebrali nel 1901 da Johann Ludwig Wilhelm Thudichum, che lo chiamò: "acido neurostearico ". Successivamente H. Thierfelder scoprì che aveva un gruppo idrossile al carbonio α e gli diede il nome di acido cerebronico perché era stato isolato dai cerebrosidi. Infine E. Klenk gli assegnò la struttura corretta nel 1928. Fulco e Mead nel 1961, hanno dimostrato chiaramente che l'acido tetracosanoico era il precursore dell'acido tetracosanoico 2-idrossi. Successivamente, nel 1963, Hajra e Radin fornirono prova diretta della presenza dell'enzima 2-idrossilasi degli acidi grassi, responsabile anche della formazione di 2-idrossi galattolipidi nel sistema nervoso periferico, coinvolto nella sintesi dei lipidi della mielina.
L'acido cerebronico è prodotto dalla α-ossidazione dell'acido lignocerico nel perossisoma e i difetti in questa via sono associati a disturbi come la sindrome di Zellweger.
A temperatura ambiente è un solido con un punto di fusione di 99,5 °C per l'enantiomero destro (R) e 100,5 °C per quello levo (S). 
L'isomero R dell'acido cerebronico è stato isolato anche in funghi, Polyporus umbellatus e Aspergillus flavus, e spugne.